# Zinkdruckguss

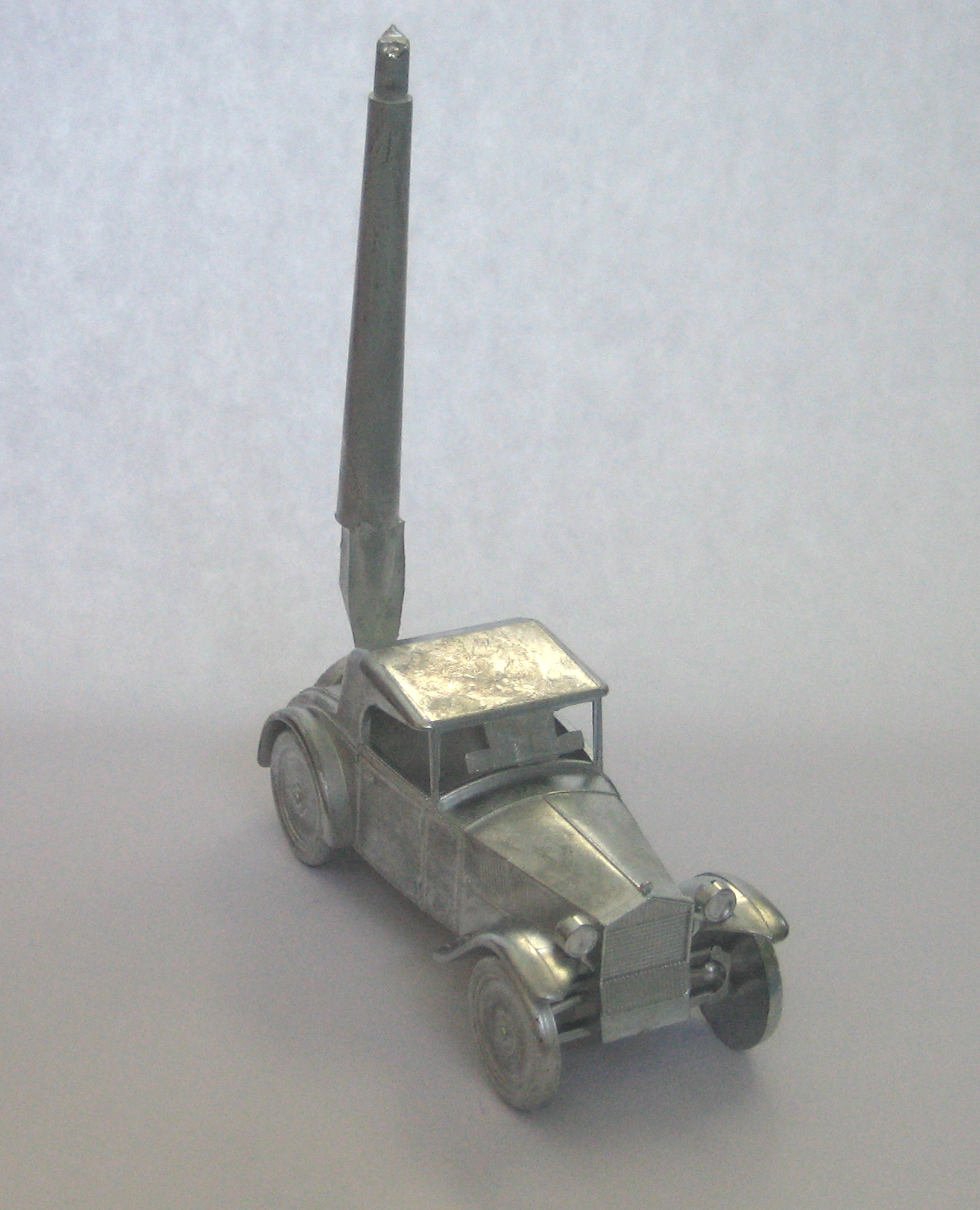
Automodell aus Zinkdruckguss mit Anguss, nicht entgratet

Beim Zinkdruckguss wird die flüssige Schmelze einer Zink-Legierung (Zamak-Legierung) unter hohem Druck und hoher Geschwindigkeit in eine Druckgussform gedrückt. Dieser Vorgang geschieht in Abhängigkeit von der geforderten Oberflächenqualität und Wanddicke innerhalb von ca. 10 bis 20 Millisekunden. Dabei werden Gussteile von hoher Präzision, Härte und Festigkeit erzeugt. Zink wird auf Warmkammer-Druckgießmaschinen verarbeitet. Durch die Nutzung eines Heißkanalsystems ist eine angusslose Fertigung ohne Nacharbeit möglich, analog der Produktion von Kunststoffteilen.
Wegen des verhältnismäßig niedrigen Schmelzpunktes (ca. 390 °C; Fertigungstemperatur: ca. 430 °C) und eines besonders engen Erstarrungsintervalls der Zinklegierungen können beim Zinkdruckguss besonders enge Toleranzen und anspruchsvolle Oberflächen erzeugt werden. Auf diese Weise ist die Fertigung großer Stückzahlen aus einer Gussform möglich. Die Stückzahlen können zwischen 1000 Stück/h bei Kleinteilen und 90 Stück/h bei Großteilen betragen. Die Formhaltbarkeit liegt zwischen 500.000 und 5 Mio. Gussteilen.
Zink-Druckguss eignet sich für kleinste Teile (z. B. Reißverschlusskrallen) bis zu mittelgroßen Teilen mit komplizierter Formgebung (z. B. Gehäuse für Elektrogeräte). Viele Griffe und Schlösser an Türen, Fenstern und Toren sind aus Zinkdruckguss. Beispiele sind auch Teile von Modelleisenbahnen und Modellautomobilen (Matchbox-Auto). Auch in der Automobilindustrie werden Zinkbauteile verwendet. Dort wird, um späteres Schwinden durch Alterung zu verringern, eine Temperaturlagerung eingesetzt.
Bei Zinkdruckgussprodukten kam es früher teilweise zur sogenannten Zinkpest, einer interkristallinen Korrosion, die durch Volumenvergrößerung und Verwerfen gekennzeichnet ist. Abhilfe schuf die genaue Einhaltung und Reinheit der Legierungsbestandteile.

## Normen
- EN 12844 Zinkdruckgussstücke